# مدیریت ارزش کسب شده

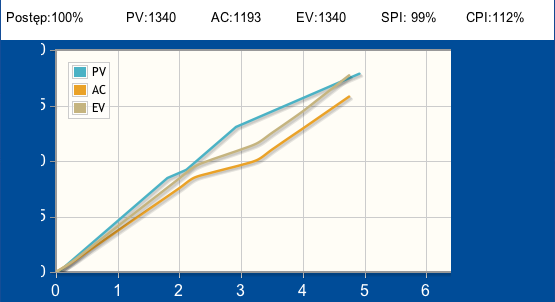
مدیریت ارزش کسب شده

مدیریت ارزش کسب شده (انگلیسی: Earned value management) یکی از تکنیک‌های مدیریت پروژه برای اندازه‌گیری عملکرد و پیشرفت پروژه به روش هدف‌گرا می‌باشد. تکنیک مدیریت ارزش کسب شده، روشی سیستماتیک برای یکپارچه‌سازی، اندازه‌گیری و مقایسه روند پیشرفت هزینه، زمان و محدوده در یک پروژه است. مدیریت ارزش کسب شده از معیارهای سیستم کنترل هزینه و زمان‌بندی نشأت گرفته‌است، که این معیار برای اولین بار توسط وزارت دفاع ایالات متحده آمریکا، در سال ۱۹۶۷ میلادی، به عنوان متدی قابل قبول جهت مدیریت هزینه و تدارکات سیستم‌های جدید، مورد استفاده قرار گرفت.
سه متغیر اصلی مدیریت ارزش کسب شده شامل: ارزش برنامه‌ریزی شده Planned Value (PV)، هزینه واقعی Actual Cost (AC) و ارزش کسب شده Earned Value (EV) می‌باشند.

## تعریف ارزش کسب شده
مدیریت ارزش کسب شده؛ یکی ازاساسی‌ترین تکنیک‌های کنترل هزینه است و روشی برای اندازه‌گیری و ارزیابی پیشرفت واقعی پروژه بر اساس کار انجام شده، زمان سپری شده و هزینه‌ ها است. این روش کمک می‌کند که تا با مقایسه برنامه اولیه و پیشرفت واقعی میزان بهره‌وری پروژه مورد ارزیابی قرار گیرد. با تهیه تصویری گویا از وضعیت پروژه و محاسبهٔ مقدار ارزش بدست‌آمده، می‌توان برنامه اولیه را با وضعیت واقعی انجام امور مقایسه کرد و به ارزیابی روشن‌تری از روند پیشرفت پروژه دست یافت. ویژگی‌های اساسی از اجرای هر مدیریت ارزش کسب شده به این صورت است:
- اندازه‌گیری پیشرفت پروژه
- نشان دادن تکامل زمانی و هزینهٔ پروژه
- راهی است برای ثابت نگه داشتن انحراف معیارهای هزینه و پروژه

پیاده‌سازی مدیریت ارزش کسب شده برای پروژه‌های بزرگ و پیچیده شامل بسیاری از ویژگی‌های بیشتر، از جمله شاخص‌ها و پیش‌بینی از عملکرد هزینه (بیش از بودجه یا در بودجه) و عملکرد برنامه (در پشت برنامه یا جلوتر از برنامه) مفید می‌باشد. با این حال، اساسی‌ترین شرط سیستم مدیریت ارزش کسب شده بررسی پیشرفت آن با استفاده از ارزش برنامه‌ریزی شده و ارزش کسب شده‌است.
برای اجرای این تکنیک به ۵ مرحله اولیه نیاز است.
1. شناخت کامل محدوده پروژه از روش ساختار شکست
2. شناخت فعالیت‌های پروژه با حفظ محدوده و یکپارچگی پروژه
3. زمان‌ بندی فعالیت‌ها و تنظیم پیشنیازی‌ها
4. تخصیص منابع و هزینه‌ها به فعالیت‌ها
5. تجزیه و تحلیل کل داده‌ها و تنظیم زمان‌بندی کل پروژه

## تاریخچه
درگذشته مدیران پروژه برای مقایسه هزینه‌های برنامه‌ریزی شده و هزینه‌های واقعی از دو پارامتر مخارج برنامه‌ریزی شده و مخارج واقعی استفاده می کردنداما این اطلاعات برای درک رابطه بین کار انجام شده و هزینه صرف شده کافی نبود.
مفهوم مدیریت ارزش کسب شده در سال ۱۹۶۶، زمانی که نیروی هوایی ایالات متحده آمریکا ارزش کسب شده را همراه با سایر برنامه‌ها و الزامات کنترلی روی برنامه‌های نیروی هوایی صادر کرد، به یک رویکرد اساسی برای مدیریت پروژه تبدیل شد. در واقع مفهوم مدیریت ارزش کسب شده از نیاز به مدیریت بهتربرنامه‌های دفاعی پیچیده مانند موشک‌های بالستیک رشد کرد.
پیشگامان مدیریت ارزش کسب شده ارنست ارنی فیتز جرالد و سرهنگ دوم هانس (پیمانکار و مدیر اجرایی نیروی هوایی) بهترین شیوه‌های مدیریت در صنعت را به دست گرفتند و آنها را به عنوان ۳۵ الزام برای سیستم‌های مدیریت صنعتی در سیاست دفاعی صادر کردند. از آن پس مقامات وزارت دفاع بکارگیری این سیستم را اجباری نمودند تا بدین وسیله ریسک هزینه‌های پروژه‌های اعمال مدیریت خود را کاهش دهند. مهمترین نتیجه به‌کارگیری اجباری سیستم مؤثر بر هزینه و برنامه (زمان بندی) پروژه‌های واگذار شده (تدارکات تجهیزات دفاعی) به پیمانکاران بود، که این مفهوم همان تفسیر تفصیلی ارزش کسب شده بود.
در این سیستم پیمانکاران ملزم بودند تا در ابتدا یک برنامه که شامل کمترین زمان و هزینه لازم برای اجرای قراردادهای تدارکاتی بود را به کارفرما (وزارت دفاع) ارائه نمایند.
به مدت ۳۰ سال بعنوان یک استاندارد و مبنای کنترل پروژه‌های ترتیب معیار مفروض بکار گرفته شد و به تبع آن جریان و دست‌اندرکاران پروژه‌ها در کشورهای دیگر نظیر کانادا، استرالیا وسوئد نیز از آن اقتباس نمودند. امروزه مفهوم اصلی مدیریت ارزش کسب شده بیش ازیک تکنیک مدیریت منحصر به فرد پروژه است و درواقع شامل ۳۲ دستورالعمل است که مجموعه ای از الزامات را تعریف می‌کند که سیستم مدیریت پیمانکار باید برآورده کند. پیش‌بینی می‌شود که ۹۹٪ از پروژه‌ها در جهان از بکارگیری تکنیک ارزش کسب شده در مدیریت هزینه‌های پروژه‌ها امتناع می‌ورزند و برای ارزیابی وضعیت هزینه پروژه‌هایشان صرفاً به مقایسه هزینه‌های واقعی انجام شده با بودجه مصوب طرح می‌پردازند.
به نظر می‌رسد برای رفع این مشکل لازم است تا نهادهایی حرفه ای با ارائه الگوهایی فراگیر و ساده از ارزش کسب شده برای پروژه‌های مختلف اعم از عمرانی، تجاری و نظامی یا بزرگ وکوچک به این مهم بپردازند.

## اهداف
مدیریت ارزش کسب شده پاسخگوی این است که آیا به آنچه که در پروژه برنامه‌ریزی شده‌است، دست یافته‌ایم یا خیر؟ و در نهایت با گسترش مفهوم ارزش کسب شده و مفاهیم نوین این رویکرد، قادر به محاسبه زمان و هزینه لازم جهت اتمام پروژه و تصمیم‌گیری مؤثر مدیران پروژه و ذی نفعان مربوطه در مقابل نوسانات قیمتی و نحوه پیشبرد ادامه مسیر پروژه خواهیم بود.
مدیریت ارزش کسب شده یک سیگنال هشدار دهنده در مورد مسائل مربوط به برنامه‌های فراتر از بودجه یا عقب‌تر از برنامه زمانی ارائه می‌دهد. بر اساس این سیگنال‌ها، اصلاحات دوره ای می‌تواند در یک پروژه انجام شود تا عملکرد به صورت برنامه‌ریزی شده در آید و بودجه بهبود یابد. مسائل مربوط به عملکرد برنامه‌ریزی شده قابل بررسی و اصلاح است. با این حال، تصحیح مسائل مربوط به بودجه و نگه داشتن برآوردهای اولیه، کار دشواری است.
برای برخی از پروژه‌های مهم و پیچیده، مدیریت ارزش کسب شده رویکرد خوبی است برای درک اینکه آیا برآوردهای اصلی پروژه قابل دوام هستند یا نه. در صورت نیاز برآوردها را می‌توان بر اساس روند ارزش فعلی کسب شده اصلاح کرد. این مقادیر مجدداً تخمین زده شده از برنامه و هزینه را جایگزین مقادیراصلی و تبدیل به مبانی جدید پروژه می‌کند؛ بنابراین، مدیریت ارزش کسب شده با سلامت و عملکرد پروژه ارتباط زیادی دارد. با این حال، مدیریت ارزش کسب شده به تنهایی نمی‌تواند عملکرد پروژه را اصلاح کند. این یک شاخص از وضعیت پروژه است. براساس نتایج آن، مدیر پروژه باید علت اصلی مسئله را شناسایی کرده و همان کار را برای اصلاح عملکرد انجام دهد.

## مزایا
زمانی که سیستم مدیریت ارزش کسب شده روی پروژه اجرا می‌شود هم برای پیمانکار و هم برای مشتری مزایای قابل توجهی دارد. تعیین میزان پیشرفت پروژه و مقایسه با برنامه اولیه همواره از دغدغه‌های مدیران پروژه بوده و خواهد بود و شاید بتوان به صراحت گفت که  کنترل عملکرد پروژه با شیوه مدیریت ارزش کسب شده کارآمدترین و معمول‌ترین روش کنترل عملکرد پروژه‌ها می‌باشد. از مزایای به‌کارگیری این تکنیک می‌توان به موارد زیر اشاره کرد.
- بهبود روند برنامه‌ریزی
- ادغام عملکرد فنی و برنامه زمانی و هزینه
- ایجاد مسئولیت‌های شفاف برای کار
- هشدار و تجزیه تحلیل زود هنگام دربارهٔ مشکلات احتمالی درآمدی
- ارائه گزارش دقیق تر از هزینه و تأثیر برنامه‌های مربوط به مشکلات شناخته شده
- افزایش توانایی ارزیابی فنی، برنامه، هزینه، تجزیه و تحلیل سیستم‌ها و عوامل خطر
- محاسبه میزان پیشرفت پروژه از جهات مختلف یعنی هزینه، زمان و محدوده پروژه به‌طور همزمان و تلفیقی
- پایه و اساس اقدامات اصلاحی
- سریعترین نمایانگر روند، مسائل و مشکلات پروژه
- ارائه تصویری دقیق از وضعیت پروژه
- پیش‌بینی هزینه‌های نهائی پروژه
- اهداف مشترک و دو جانبه تأمین کنندگان و مشتریان پروژه را برآورد می‌سازد

## دستورالعمل‌ها
۳۲ دستور العمل در استاندارد EIA-748 برای مدیریت ارزش کسب شده آورده شده که به پنج قسمت تقسیم می‌شود.
- سازمان: بخش اول بر ساماندهی کار تمرکز دارد و شامل ۵ دستورالعمل است. یکی از اساسی‌ترین کارهااین است که پیمانکار باید یک ساختار شکست کار (WBS) ایجاد کند تا در سطحی گسترش یابد که وظایفی را که انجام می‌شود و همچنین رابطه آنها با تحویل محصول را توصیف می‌کند. ساختار تجزیه سازمان (OBS) همچنین تعیین‌کننده مسئولیت کار تعریف شده در WBS است که بسیار حائز اهمیت است. در این مرحله است که WBS و OBS از تقاطع یک حساب کنترلی، یک نقطه کنترل اصلی مدیریت، عبور می‌کنند. شخص مسئول کار (دامنه، برنامه و بودجه) مدیر حساب کنترل (CAM) است. این پایه و اساس برای اطمینان از برنامه‌ریزی، زمان‌بندی، برنامه‌ریزی بودجه، مجوز کار و فرآیندهای انباشت هزینه پیمانکار کاملاً یکپارچه شده‌است.
- برنامه‌ریزی، برنامه زمانی و بودجه بندی :بخش دوم شامل ۱۰ دستورالعمل است که الزامات اصلی برنامه‌ریزی، زمان‌بندی و تعیین بودجه‌های زمانی مرحله ای برای کارها را در بر می‌گیرد. برنامه جامع یکپارچه، نقشه راه پروژه برای تحقق اهداف قرارداد است.
- ملاحظات حسابداری: این بخش یک مجوعه مدیریتی شامل ۶ دستورالعمل برای به دست آوردن هزینه‌های واقعی است. این هزینه‌ها باید متناسب با نحوه برنامه‌ریزی و بودجه بندی کار به دست آید.
- گزارش تحلیل و مدیریت EVM : این بخش که شامل ۶ دستور العمل است بسیار مهم است ونیازمند توجه به واریانس هزینه و برنامه، مستندسازی علت، تأثیر و عملکرد اصلاح و تعیین برآورد جدید به‌طور کامل (EAC)است.
- بازنگری و نگهداری اطلاعات :بخش نهایی شامل ۵ دستورالعمل کنترلی به تغییرات مسیر مشتری مثلاً دستور توقف کار می‌پردازد. ایجاد و نگه داشتن برنامه و مبانی اولیه بودجه برای این است که کارهایی که برای هر دوره گزارش انجام شده‌است ارزیابی شوند. بخش تجدید نظر و نگهداری داده‌ها یک ضرورت برای مدیریت ارزش به دست آمده فعال و معنادار است که یک پایه مداوم در حال تغییر وجود دارد.

## شاخص‌ها
- بودجه برنامه‌ریزی شده برای اتمام پروژه (BAC) :

بودجه ای که برای انجام تمامی فعالیت‌های یک پروژه و اتمام آن مورد نیاز می‌باشد که از مجموع بودجه اولیه پروژه و کارهای اضافه شده به محدوده پروژه بدست می‌آید. حالا چطوری این بودجه را مشخص کنید خیلی ساده است برای انجام فعالیت‌های یک پروژه منابع مختلفی وجود دارند که هر کدام هزینه مشخص دارند و در مجموع هزینه‌های انجام یک فعالیت را ایجاد می‌نمایند.
- ارزش برنامه‌ریزی شده(PV): بودجه مصوب برای کارهایی است که قرار است تا تاریخ تعیین شده تکمیل شود. این پارامتر هم به صورت تجمعی و هم به صورت فعلی تعریف می‌شود.PV تجمعی بودجه مصوب برای فعالیت‌هایی است که تا به امروز انجام شده‌است. PV فعلی بودجه مصوب برای فعالیت‌هایی است که برای مدت زمانی مشخص برنامه‌ریزی شده‌است. از طریق فرمول زیر می‌توان آنرا محاسبه کرد.

بودجه برآوردی فعالیت x درصد پیشرفت برنامه فعالیت =PV
- هزینه واقعی (AC) :هزینه‌های واقعی صرف شده برای فعالیت هاست.ACتجمعی، مجموع هزینه واقعی فعالیتهای انجام شده تا به امروز است. AC فعلی هزینه‌های واقعی فعالیت‌های انجام شده در یک دوره معین است. این دوره می‌تواند روزها، هفته‌ها، ماه‌ها و غیره باشد.

ارزش کسب شده(EV) :به معنای ارزش یا بودجه کاری که تا به حال انجام شده وبه صورت تجمعی و فعلی تعریف شده و از طریق فرمول زیر محاسبه می‌شود.
بودجه برآوردی فعالیت x درصد پیشرفت واقعی فعالیت =EV
- واریانس برنامه زمانی(sv): این پارامتر تفاوت بین کاری که درواقع انجام شده و کاری که برنامه‌ریزی شده بود را نشان می‌دهد.

SV=EV-PV
- واریانس هزینه(cv): این پارامتر نشان دهنده تفاوت مقدار هزینه ای که برای کار برنامه‌ریزی شده بود و مقدار واقعی هزینه صرف شده را نشان می‌دهد.

- شاخص عملکرد برنامه (SPI): این نسبت بین بودجه کارهایی انجام شده به بودجه مصوب شده برای کارهایی که در وهله اول برنامه‌ریزی شده.

SPI=EV/PV
- شاخص عملکرد هزینه (CPI): شاید مهمترین شاخص در این تکنیک باشد شاخصی برای نشان دادن کارایی استفاده از منابع در پروژه است. CPI نسبت بین ارزش کسب شده به هزینه واقعی است.

CPI=EV/AC
- شاخص تخمین قیمت تمام شده (EAC): این شاخص به شما این امکان را می‌دهد که هزینه پروژه را بر اساس فعالیت‌ها و هزینه‌هایی که تاکنون انجام شده‌است تخمین بزنید. مقدار آن برابر است با هزینه واقعی به علاوه بودجه برنامه‌ریزی شده منهای ارزش کسب شده.

EAC=AC+(BAC-EV)

## شرایط پیاده‌سازی
در مقاله ای در کنگره جهانی PMI در سال ۲۰۱۲ تأکید می‌شود که ساختار هر شرکتی مناسب استفاده از روش ارزش کسب شده نیست و سپس توضیحات زیر را ارایه می‌کند:
امروزه مدل‌های زیادی در مورد بلوغ پروژه استفاده می‌شود و بسیاری از شرکت‌ها و سازمان‌ها از مدل ۵ سطحی استفاده می‌کنند. در این مدل، سطح ۱، به معنی آشفتگی کامل است. سطح ۲ به معنی استفاده از تکنیک‌های ابتدایی مدیریت برخی پروژه هاست و سطح ۳ استفاده از فرایندها و روش‌هایی مشخص در همه پروژه هاست. اگر سازمانی، حداقل سطح بلوغ ۳ در مدیریت پروژه را ندارد، نباید برای اجرای روش مدیریت ارزش کسب شده در سازمان تلاش کند. یک مثال می‌تواند اهمیت بلوغ سطح ۳ را بیشتر مشخص کند. اگر فردی بخواهد شیرجه زدن را یاد بگیرد، ابتدا پریدن از ارتفاعی نزدیک به سطح آب را تمرین می‌کند تا اصول شیرجه را یاد بگیرد. اما اگر فرد تازه‌کار از ارتفاع ده متری شیرجه بزند، زندگی خود را به خطر خواهد انداخت. به همین ترتیب اگر سازمانی سطح بلوغ ۳ مدیریت پروژه را ندارد، استفاده از روش مدیریت ارزش کسب شده منجر به شکست پروژه خواهد شد. در ادامه به برخی از الزامات پیاده‌سازی روش مدیریت ارزش کسب شده اشاره می‌شود.

### الزامات
- حمایت سازمان از اجرای این روش و تعهد مدیران نسبت به آن
- سازمان روشها و فرآیندهای لازم جهت اجرای EVM در اختیار داشته باشند.
- تیم مدیریت پروژه باید دانش و مهارت لازم جهت اجرا این روش را دارا باشند.
- تمامی ذی اثران و تیم مدیریت پروژه آموزشهای لازم جهت تهیه و صحه گذاری و استفاده از داده‌ها و اطلاعات حاصل از این روش را دیده باشند.
- دیگر فرآیندهای مرتبط مدیریت پروژه مانند تهیه ساختر شکست، تهیه برنامه زمانبندی، مدیریت تغییرات و…. به صورت یکپارچه و هماهنگ با روش EVM برنامه‌ریزی و اجرا شوند.
- روشهای اندازه‌گیری پیشرفت کارها در تمامی طول پروژه مشخص و مورد قبول تمامی ذینفعان پروژه قرار گیرد.

#### برخی تعاریف
- ساختار شکست کار :ساختار شکست کار یک سند کلیدی پروژه است که بدون آن، زمان‌بندی و بودجه بندی به‌طور دقیق ارائه نمی‌شوند.
- مدیریت تغییر: مدیریت تغییر شامل روش‌هایی است که استفاده مجدد از منابع، فرایند کسب و کار، تخصیص بودجه یا سایر روش‌های عملیاتی را هنگام ایجاد تغییرات سازمانی، برای حمایت از تمام افراد و سازمان‌ها و تطبیق آنها با تغییرات ارائه می‌دهد. به‌طور کلی، این فرایند از ۷ مرحله تشکیل می‌شود.

1. مرحله تدوین راهبرد و طرح
2. تغییر مستندات و مدارک در هسته مرکزی سازمان
3. تشخیص جدول‌بندی تغییرات
4. برپایی ساختار و ترکیب‌بندی
5. آزمایش در محیط قابل کنترل
6. گسترش ترکیب‌بندی تغییر
7. نمایش پایداری و عملکرد

- سیستم‌های جمع‌آوری هزینه :یکی از الزامات اصلی به‌کارگیری کدیریت ارزش کسب شده، سیستم جمع‌آوری هزینه است. در سیستم‌های هزینه ای تنها فاکتورهای دریافت شده یا پرداخت شده به عنوان هزینه واقعی در ظر گرفته می‌شود و فاکتورهایی که با تأخیری یک‌ماهه و بیشتر نسبت به زمان انجام کار واردمی شوند، لحاظ نمی‌شوند؛ بنابراین اطلاعات این سیستم‌ها برای مدیریت ارزش کسب شده می‌تواند گمراه کننده باشد. برای حل این مشکل، از یک ستون هزینه‌های واقعی تنظیم شده برای هزینه‌های واقعی گزارش شده (AC) می‌توان استفاده کرد. این ستون، هزینه‌های واقعی پروژه را از سیستم هزینه استخراج کرده و با تخمینی از فاکتورهای ثبت نشده برای کارهای انجام شده جمع می‌شود. برنامه پروژه باید شامل روشی برای گزارش کردن هزینه‌ها باشد. این روش شامل بازه‌های گزارش دهی هزینه‌ها و چگونگی برآورد و گزارش دهی هزینه‌های تنظیم شده باید باشد

## محدودیت‌ها
- نیاز به برنامه‌ریزی دقیق:

از آنجا که مدیریت ارزش کسب شده به تعیین کمی از یک طرح پروژه نیاز دارد، غالباً تصور می‌شود که برای پروژه‌های اکتشاف محور غیرقابل استفاده است. به عنوان مثال، ممکن است برنامه‌ریزی برخی از پروژه‌های تحقیقاتی غیرممکن باشد، زیرا خود تحقیق برخی از مسیرهای تحقیقاتی را کشف می‌کند و برخی را کنار می‌گذارد. با این حال، برخی معتقدند که همه کارها را می‌توان برنامه‌ریزی کرد.
- فقدان کنترل کیفیت:

محدودیت دیگر که باعث نگرانی می‌شود این است که این روش شامل کنترل کیفیت نیست. از آنجا که نگرانی اصلی آن کار انجام شده، زمان اتمام و هزینه آن است، جایی برای کیفیت وجود ندارد. یک محصول می‌تواند به موقع و با بودجه تحسین‌برانگیز تحویل داده شود، اما در پایان تولید نتواند اثر گذار باشد. یا بدتر، زمانی که کیفیت کم‌کارهای انجام شده شروع به تحت تأثیر قرار دادن همه کارهای بعدی می‌کند و تولید را کند می‌کند، مشکل ایجاد می‌شود.
- پیچیدگی:

مدیریت ارزش کسب شده یک روش پیچیده به‌شمار می‌رود و هیچ راه سریع و آسان برای شروع اجرای آن و دیدن نتایج در اولین اجرا وجود ندارد. این روش نیاز به ورود یک تیم باتجربه دارد. پس از آن، مدتی طول خواهد کشید تا همه سازگار شوند و این منجر به آزمایش و خطای زیادی می‌شود.
- ریسک مدیریت جزء نگر:

از آنجا که همه چیز برای کار مانند ساعت کار ساخته شده‌است، خطر ایجاد شکاف بین مدیریت و خود کارمندان وجود دارد. مدیران، نمی‌توانند نگرانی‌ها و عملکرد کسانی را که وظیفه انجام می‌دهند، بررسی کنند و بالعکس. به همین دلیل، مدیریت ارزش کسب شده باید به آرامی و با دقت اجرا شود.
- پیش نیازها:

در تعاریف قدیمی از مدیریت ارزش کسب شده به‌طور معمول فرض می‌شود که حسابداری پروژه و مدیریت برنامه شبکه پروژه پیش نیازهای لازم برای دستیابی به منافع آن هستند. بسیاری از پروژه‌های کوچک هیچ‌یک از این پیش شرط‌ها را برآورده نمی‌کنند، اما آنها همچنین می‌توانند از مدیریت ارزش کسب شده بهره‌مند شوند. سایر پروژه‌ها را می‌توان با یک شبکه پروژه برنامه‌ریزی کرد، اما به داده‌های واقعی و به موقع هزینه واقعی دسترسی ندارند. در عمل، جمع‌آوری داده‌های هزینه واقعی و واقعی می‌تواند دشوارترین جنبه مدیریت ارزش کسب شده باشد. چنین پروژه‌هایی می‌توانند از مدیریت ارزش کسب شده، بهره‌مند شوند.
- عدم توجیه ارزش سرمایه‌گذاری:

مدیریت ارزش کسب شده با هزینه و بودجه سر و کار دارد. این امرهیچ ارتباطی با ارزش سرمایه‌گذاری یا فایده ای که در تأمین مالی این پروژه وجود داشته باشد، ندارد. با این حال به دلیل استفاده از کلمه «ارزش» در این نام، این امر اغلب به اشتباه درک می‌شود. با این حال، می‌توان از معیارهای ارزش کسب شده برای محاسبه هزینه و برنامه ورودی‌های شاخص عملکرد پروژه Devaux's Index of Project Performance استفاده کرد که برنامه و عملکرد هزینه را با ارزش سرمایه‌گذاری برنامه‌ریزی شده پروژه مرتبط می‌کند.

## شکست در اجرای مدیریت ارزش کسب شده
در ادامه به برخی دلایل شکست در این تکنیک می‌پردازیم.
- عدم حمایت سازمان و مدیریت
- سیاستها و فرآیندهای ضعیف سازمانی
- برنامه‌ریزی ضعیف و ناکارآمد پروژه
- توزیع نامناسب بودجه و ناهماهنگی با بودجه و هزینه
- ارزیابی نادرست و ضعیف کارهای انجام و شده و درصد پیشرفت
- عدم دقت در جمع‌آوری داده‌ها
- مدیریت ضعیف ریسکهای پروژه
- مدیریت نامناسب کارهای برون سپاری شده
- استفاده نامناسب و نادرست از پیش‌بینی‌های هزینه و زمان مدیریت ارزش کسب شده
- اتکای بیش از حد به سیستم نرم‌افزاری
- عدم انتخاب درست و هماهنگ نقاط کنترلی